# Johann Christoph von Natzmer
Johann Christoph von Natzmer (* 18. April 1691 in Schkopau; † 26. Juni 1743 in Hamburg) war königlich-polnischer und kursächsischer Generalmajor sowie designierter Kommandant des Hamburger Stadtmilitärs.

## Leben
Er entstammt der pommerschen uradligen Familie von Natzmer. Seine Eltern waren Henning von Natzmer (* 1646; † 1695) aus dem Haus Schkopau und Helena Magarethe von Trotha († 1728).
Er ging in kaiserliche Dienste und stieg in einem Dragoner-Regiment bis zum Hauptmann auf. Im Jahre 1729 holte ihn August der Starke in seine neu errichtete Leib-Grenadiergarde nach Dresden. Bereits am 11. Juli 1729 wurde er dort zum Oberstleutnant ernannt. Am 29. Oktober 1734 wurde er Oberst und Kommandeur des 2. Regiments der Garde. Er führte das Regiment bis zum 9. April 1743, als die Hamburger ihn als Nachfolger des Generals Johann Freiherr von Steenflycht als Kommandanten anwarben. Nachdem er sein Regiment an Oberst Burkhard Christoph von Münnich übergeben hatte, erhielt er vom König noch das Prädikat eines Generalmajors. Er reiste nach Hamburg und starb dort am 26. Juni 1743, einen Tag vor seiner offiziellen Dienstaufnahme, überraschend an einem Schlaganfall. Die Hamburger wählten anschließend den Generalleutnant Ludwig Heinrich von Wurmb zum Kommandanten. Als designierter Kommandant war er auch designierter Inhaber der Leibkompanie des Hamburger Stadtmilitärs.
Sein Leiche wurde auf die gräflich castellschen Güter nach Holstein überführt und im gräflich rantzauischen Erbbegräbnis beigesetzt, an der Seite des sächsischen Generals Graf von Castell, der sechs Wochen zuvor verstorben war.
Natzmer heiratete 1735 Frederike Elisabeth von Hartitsch. Das Paar hatte eine Tochter:
- Christiane Wilhelmine († 3. September 1766) ⚭ Christoph Ernst von Globig († 27. Februar 1790), Herr auf Grauwinkel; Eltern von Hans Ernst von Globig